# Kraftwerk Le Havre
Das Kraftwerk Le Havre (französisch Centrale thermique du Havre) befindet sich in der nordfranzösischen Hafenstadt Le Havre. Es handelt sich um ein ehemaliges Kohlekraftwerk und Ölkraftwerk der Électricité de France (EDF).
Das Kraftwerk hat insgesamt vier Kraftwerksblöcke, ein ölgefeuerter Block und drei kohlegefeuerte Blöcke (1, 2, 4). Das Kraftwerk erstreckt sich im Port du Havre (Hafen von Le Havre) über eine Fläche von 33 ha.

## Kraftwerksblöcke
| Block | Brennstoff | Leistung | Baubeginn | Inbetriebnahme | Stilllegung |
| ----- | ---------- | -------- | --------- | -------------- | ----------- |
| 1     | Kohle      | 250 MW   | 1963      | 1968           | 2013        |
| 2     | Kohle      | 600 MW   | 1964      | 1969           | 2014        |
| 3     | Mineralöl  | 600 MW   | 1968/69   | 1973           | 1980        |
| 4     | Kohle      | 600 MW   |           | 1983           | 2021        |

### Block 1
Der Bau des Kraftwerks begann mit dem Block 1, das von 1963 bis 1968 errichtet wurde. Der erste Block wurde mit Kohle gefeuert und verfügt über eine Leistung von 250 MW. Dieser Block 1 wurde im März 2013 abgeschaltet.

### Block 2
Noch während der Bauarbeiten an Block 1 begann 1964 der Bau des deutlich leistungsstärkeren Blocks 2, einem 600-MW-Kohleblock. Dieser Block 2 wurde 1969 in Betrieb genommen.

### Block 3
Anders als die übrigen Kraftwerksblöcke wurde Block 3 mit Mineralöl gefeuert. Die Bauarbeiten begannen 1968/1969 und 1973 wurde der Block 3 mit einer Leistung von 600 MW in Betrieb genommen. In Folge der Zweiten Ölpreiskrise wurde dieser Kraftwerksblock bereits 1980 wieder stillgelegt.

### Block 4
Der Block 4, ebenso wie Block 2 ein 600-MW-Kohleblock, wurde 1983 in Betrieb genommen. Der Block wurde am 10. März 2021 nach der Verbrennung der letzten Kohle außer Betrieb genommen und am 1. April 2021 offiziell stillgelegt.